# Congocepheus taurus
Congocepheus taurus är en kvalsterart som beskrevs av Balogh 1961. Congocepheus taurus ingår i släktet Congocepheus och familjen Carabodidae. Inga underarter finns listade i Catalogue of Life.